# 瓦莫什·马顿
瓦莫什·马顿（匈牙利語：Vámos Márton，1992年6月24日—），匈牙利男子水球运动员。他曾代表匈牙利国家队参加2016年和2020年夏季奥林匹克运动会水球比赛，其中2020年奥运会获得一枚铜牌。